# Leonardo Melián
Leonardo Melián (n. 13 de enero de 1986 en Morón) es futbolista argentino. Juega de mediocampista defensivo. Jugó casi toda su carrera en el Deportivo Morón.Con El Deportivo Merlo Consiguió el ascenso al Nacional B tras vencer en promoción a Los Andes, También La Copa Carlos Gardel Disputada En Uruguay.Su Actual Club Es Tristán Suaréz.